# ريالتو (كاليفورنيا)
ريالتو (بالإنجليزية: Rialto )‏ هي إحدى مدن مقاطعة سان بيرناردينو، كاليفورنيا. تم إعطاءها لقب مدينة في 17 نوفمبر، 1911.

## التركيبة السكانية
حدّد مكتب تعداد الولايات المتحدة بيانات التركيبة السكانية لريالتو في تعداد الولايات المتحدة. في ما يلي، التركيبة السكانية حسب تعدادي 2000 و2010.

### تعداد عام 2000
بلغ عدد سكان ريالتو 91,873 نسمة بحسب تعداد عام 2000، وبلغ عدد الأسر 24,659 أسرة وعدد العائلات 20,523 عائلة مقيمة في المدينة. في حين سجلت الكثافة السكانية 1,472.1 نسمة لكل كيلومتر مربع (3,812.7/ميل2). وبلغ عدد الوحدات السكنية 26,045 وحدة بمتوسط كثافة قدره 417.3 لكل كيلومتر مربع (1,080.8/ميل2).
وتوزع التركيب العرقي للمدينة بنسبة 39.37% من البيض و22.27% من الأمريكيين الأفارقة و1.05% من الأمريكيين الأصليين و2.47% من الأمريكيين ذوي الأصول الآسيوية و0.43% من سكان جزر المحيط الهادئ و29.20% من الأعراق الأخرى و5.21% من عرقين مختلطين أو أكثر و51.21% من الهسبانيون أو اللاتينيون من أي عرق.
بلغ عدد الأسر 24,659 أسرة كانت نسبة 60.5% منها لديها أطفال تحت سن الثامنة عشر تعيش معهم، وبلغت نسبة الأزواج القاطنين مع بعضهم البعض 57.6% من أصل المجموع الكلي للأسر، ونسبة 18.6% من الأسر كان لديها معيلات من الإناث دون وجود شريك، بينما كانت نسبة 7% من الأسر لديها معيلون من الذكور دون وجود شريكة وكانت نسبة 16.8% من غير العائلات. تألفت نسبة 13.4% من أصل جميع الأسر من عدة أفراد يعيشون في نفس المنزل ونسبة 5.4% كانت تتألف من شخص يعيش بمفرده يبلغ من العمر 65 عاماً أو أكثر. وبلغ متوسط حجم الأسرة المعيشية 3.69، أما متوسط حجم العائلات فبلغ 4.01.
بلغ العمر الوسطي للسكان 26.4 عاماً. وكانت نسبة 37.5% من القاطنين تحت سن الثامنة عشر، وكانت نسبة 10.4% بين الثامنة عشر والرابعة والعشرين عاماً، ونسبة 28.8% كانت واقعةً في الفئة العمرية ما بين الخامسة والعشرين والرابعة والأربعين عاماً، ونسبة 16.2% كانت ما بين الخامسة والأربعين والرابعة والستين، ونسبة 6.2% كانت ضمن فئة الخامسة والستين عاماً فما فوق. يوجد لكل 100 أنثى 95.7 ذكر، ويوجد لكل 100 أنثى في الثامنة عشر من عمرها فما فوق 90.9 ذكر.
بلغ متوسط دخل الأسرة في المدينة 41,254 دولارًا، أما متوسط دخل العائلة فبلغ 42,638 دولارًا. وكان متوسط دخل الذكور 34,110 دولارًا مقابل 26,640 دولارًا للإناث. وسجل دخل الفرد الخاص بالمدينة 13,375 دولارًا. وكانت نسبة 13.8% من العائلات ونسبة 17.4% من السكان تحت خط الفقر، وكان من هؤلاء نسبة 22.3% تحت سن الثامنة عشر ونسبة 9.7% في الخامسة والستين من العمر وما فوق.

### تعداد عام 2010
بلغ عدد سكان ريالتو 99,171 نسمة بحسب تعداد عام 2010، وبلغ عدد الأسر 25,202 أسرة وعدد العائلات 21,177 عائلة مقيمة في المدينة. في حين سجلت الكثافة السكانية 1,589 نسمة لكل كيلومتر مربع (4,115.5/ميل2). وبلغ عدد الوحدات السكنية 27,203 وحدة بمتوسط كثافة قدره 435.9 لكل كيلومتر مربع (1,129.0/ميل2).
وتوزع التركيب العرقي للمدينة بنسبة 43.96% من البيض و16.37% من الأمريكيين الأفارقة و1.07% من الأمريكيين الأصليين و2.28% من الأمريكيين ذوي الأصول الآسيوية و0.36% من سكان جزر المحيط الهادئ و31.25% من الأعراق الأخرى و4.71% من عرقين مختلطين أو أكثر و67.60% من الهسبانيون أو اللاتينيون من أي عرق.
بلغ عدد الأسر 25,202 أسرة كانت نسبة 57.1% منها لديها أطفال تحت سن الثامنة عشر تعيش معهم، وبلغت نسبة الأزواج القاطنين مع بعضهم البعض 54.8% من أصل المجموع الكلي للأسر، ونسبة 20.5% من الأسر كان لديها معيلات من الإناث دون وجود شريك، بينما كانت نسبة 8.7% من الأسر لديها معيلون من الذكور دون وجود شريكة وكانت نسبة 16% من غير العائلات. تألفت نسبة 12.5% من أصل جميع الأسر من عدة أفراد يعيشون في نفس المنزل ونسبة 5.1% كانت تتألف من شخص يعيش بمفرده يبلغ من العمر 65 عاماً أو أكثر. وبلغ متوسط حجم الأسرة المعيشية 3.92، أما متوسط حجم العائلات فبلغ 4.20.
بلغ العمر الوسطي للسكان 28.3 عاماً. وكانت نسبة 32.9% من القاطنين تحت سن الثامنة عشر، وكانت نسبة 12.3% بين الثامنة عشر والرابعة والعشرين عاماً، ونسبة 27% كانت واقعةً في الفئة العمرية ما بين الخامسة والعشرين والرابعة والأربعين عاماً، ونسبة 20.8% كانت ما بين الخامسة والأربعين والرابعة والستين، ونسبة 7% كانت ضمن فئة الخامسة والستين عاماً فما فوق. وتوزع التركيب الجنسي للسكان بنسبة 48.6% ذكور و51.4% إناث.

## أعلام
- شون مارشال
- جورج كونور
- خالد وتن
- جمال وليامز